# 特拉克頓 (科羅拉多州)
特拉克頓（英語：Truckton）是位於美國科羅拉多州艾爾帕索縣的一個非建制地區。該地的面積和人口皆未知。

## 地理
特拉克頓的座標為38°44′17″N 104°10′56″W / 38.73806°N 104.18222°W，而該地的平均海拔高度為1836米（即6024英尺）。